# Cerithiopsis antemunda
Cerithiopsis antemunda är en snäckart som beskrevs av Bartsch 1911. Cerithiopsis antemunda ingår i släktet Cerithiopsis och familjen Cerithiopsidae. Inga underarter finns listade i Catalogue of Life.